# Сем Малкольмсон
Семюел А. Малкольмсон (англ. Samuel „Sam“ A. Malcolmson; 2 квітня 1947, Шотландія — 18 вересня 2024) — новозеландський футболіст шотландського походження, захисник.

## Клубна кар'єра
У 1969 році проходив службу у Королівській морській службі ВМС Великої Британії у Корнуоллі, паралельно з цим грав у клубах «Фалмут Таун» з Фалмута, а також у «Сент-Остеллі». У 1971 році перебрався до «Ейрдріоніанс», у футболці якого зіграв 1 поєдинок. Наступного сезону захищав кольори «Квін оф зе Саут», у футболці якого зіграв 8 матчів. У 1973—1974 роках захищав кольори «Альбіон Роверз», у футболці якого відзначився 1 голом у 25-и матчах.
У 1974 році залишив Шотландію та емігрував до Нової Зеландії, де підписав контракт з «Веллінгтон Даймонд». У складі нової команди став фіналістом кубку Новозеландії, у фінальному матчі «Веллінгтон Даймонд» поступився «Крайстчерч Юнайтед» з рахунком 0:2, але в національному чемпіонаті столичний колектив зайняв останнє місце. Проте одразу ж команда й повернулася до еліти новозеландського футболу, вигравши Центральну лігу.
У 1976 році перебрався в «Стоп Аут». Клуб зайняв передостаннє місце в чемпіонаті, а Сем з 9-а голами став найкращим бомбардиром команди. Наступного сезону команда посіла друге місце, поступившись одним очком «Норз Шор Юнайтед».
У 1978 році приєднався до лав «Істерн Сабарбс», який дістався до фіналу турніру Ейр Нова Зеландія, де клуб Маунт Веллінгтон виграв турнір з рахунком 2:0. По завершенні сезону залишив команду, після чого перейшов у «Отаху Кур'єр» з Другого дивізіону. В команді провів один сезон, у 1981 році перейшов до «Манурева», а наступного року — до «Іст Кост Бейс», де й завершив футбольну кар'єру.

## Кар'єра в збірній
У футболці національній збірній Нової Зеландії дебютував 13 вересня 1976 року в переможному (2:0) поєдинку проти М'янми, в якому відзначився одним з голів. У 1982 році головний тренер Джон Едсгед викликав Малкольмсона для участі в фінальній частині чемпіонату світу, де збірна Нової Зеландії вилетіла за підсумками групового етапу. На цьому турнірі зіграв свій останній матч за національну команду проти Шотландії, в якому новозеландці поступилися з рахунком 2:5. Таким чином, Сем став одним з трьох гравців «Квін оф зе Саут», які грали у фінальній частині чемпіонату світу 1982 року (окрім нього, Джордж Гамільтон та Берні Славен). Проте Малкольмсон залишився єдиним з трьох гравців «Квін», які грали в фінальній частині турніру. З урахування неофіційних матчів зіграв 32 матчі в національній збірній, в яких відзначився 5-а голами. На офіційному рівні зіграв 15 матчів, у складі яких відзначився 2-а голами.

## По завершенні кар'єри
У 2013 році Малкольмсон став членом-засновницьком комітету незалежної групи «Друзі футболу».

## Досягнення
«Стоп Аут»
- Чемпіонат Нової Зеландії
  -  Срібний призер (1): 1977

«Веллінгтон Даймонд»
- Кубок Нової Зеландії
  -  Фіналіст (1): 1974

- Другий дивізіон Центральної ліги
  -  Чемпіон (1): 1975

«Істерн Сабарбс»
- Ейр Нью-Зіланд
  -  Чемпіон (1): 1978